# 6898 Saint-Marys
A 6898 Saint-Marys (ideiglenes jelöléssel 1988 LE) a Naprendszer kisbolygóövében található aszteroida. Carolyn Shoemaker fedezte fel 1988. június 8-án.